# Marion-Dönhoff-Preis

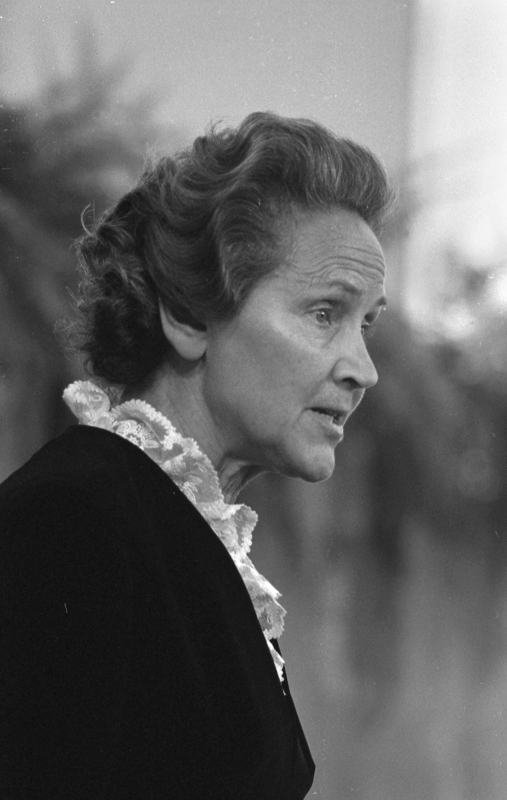
Marion Gräfin Dönhoff, 1971

Der Marion-Dönhoff-Preis für internationale Verständigung und Versöhnung (Eigenschreibweise: Marion Dönhoff Preis) wird seit 2003 alljährlich von der Wochenzeitung Die Zeit, der Zeit-Stiftung Ebelin und Gerd Bucerius und der Marion-Dönhoff-Stiftung vergeben. Mit dem Hauptpreis werden Persönlichkeiten ausgezeichnet, die sich für Verständigung und Versöhnung zwischen den Völkern einsetzen. Darüber hinaus wird ein Förderpreis für Organisationen zur Unterstützung ihrer laufenden Projekte vergeben. Die Preisverleihung findet jeweils am ersten Adventssonntag im Deutschen Schauspielhaus in Hamburg statt.
Der Preis ist nach Marion Gräfin Dönhoff benannt, die sich jahrzehntelang für Verständigung und Aussöhnung zwischen den Völkern engagiert hat. In ihrem Sinne setzt sich die 1988 gegründete Marion-Dönhoff-Stiftung dafür ein, freundschaftliche Beziehungen zwischen Deutschen und den Bürgern in Osteuropa zu fördern.
Bis 2010 war der Hauptpreis mit 20.000 Euro dotiert und der Förderpreis mit 10.000 Euro. Von 2011 bis 2014 war der Förderpreis mit 20.000 Euro dotiert, der Hauptpreis wurde als Ehrenpreis verliehen. Seit 2015 sind beide Auszeichnungen mit jeweils 20.000 Euro dotiert.

## Jury
Vorgeschlagen werden die Preisträger von den Lesern der Zeit. Eine Jury wählt die Preisträger anschließend aus den Vorschlägen aus.
Im Jahr 2010 war die Jury wie folgt besetzt:
- Theo Sommer, ehemaliger Chefredakteur der Zeit (Vorsitzender)
- Manfred Lahnstein, Vorsitzender des Kuratoriums der Zeit-Stiftung
- Hermann Graf Hatzfeldt, Vorsitzender der Marion-Dönhoff-Stiftung
- Helmut Schmidt
- Richard von Weizsäcker
- Janusz Reiter, polnischer Botschafter in Deutschland a. D.
- Fritz Stern, Historiker
- Anne Will, Fernsehmoderatorin

Mitglieder der Jury sind aktuell (Stand 2024):
- Matthias Naß, internationaler Korrespondent der Zeit (Vorsitzender)
- Manfred Lahnstein, Vorsitzender des Kuratoriums der Zeit-Stiftung
- Friedrich Dönhoff, Großneffe von Marion Dönhoff, Autor, Vorstandsmitglied der Marion-Dönhoff-Stiftung
- Norbert Frei, Historiker
- Astrid Frohloff, Fernsehmoderatorin
- Maja Göpel, Politökonomin
- Janusz Reiter, polnischer Botschafter a. D. in Deutschland, Gründer und Vorsitzender des Stiftungsrates des Zentrums für Internationale Beziehungen in Warschau
- Heinrich Wefing, Ressortleiter (Politik) der Zeit
- Anne Will, Journalistin und Moderatorin

## Preisträger
| Jahr | Hauptpreis             | Förderpreis                                                        |
| ---- | ---------------------- | ------------------------------------------------------------------ |
| 2024 | David Grossman         | World Central Kitchen                                              |
| 2023 | Kaja Kallas            | Háwar.Help                                                         |
| 2022 | Irina Scherbakowa      | Tafel Deutschland e. V.                                            |
| 2021 | Gerhart Baum           | Wjasna                                                             |
| 2020 | Margrethe Vestager     | Viva con Agua                                                      |
| 2019 | Donald Tusk            | Fridays for Future                                                 |
| 2018 | Seyran Ateş            | Reporter ohne Grenzen                                              |
| 2017 | The New York Times     | Pulse of Europe                                                    |
| 2016 | Navid Kermani          | Hanseatic Help e. V.                                               |
| 2015 | Laura Poitras          | Barada Syrienhilfe e. V.                                           |
| 2014 | Hans-Dietrich Genscher | Bettina Landgrafe für den Verein Madamfo Ghana                     |
| 2013 | Daniel Barenboim       | Karoline Mayer für Cristo Vive Europa-Partner Lateinamerikas e. V. |
| 2012 | Karel Schwarzenberg    | Projekt Stolpersteine von Gunter Demnig                            |
| 2011 | Hildegard Hamm-Brücher | Steffi Graf für ihre Stiftung Children for Tomorrow                |
| 2010 | Michail Gorbatschow    | Farmschule Baumgartsbrunn                                          |
| 2009 | Fritz Stern            | Verein Kinderberg International                                    |
| 2008 | Egon Bahr              | Masifunde Bildungsförderung                                        |
| 2007 | Desmond Tutu           | Kreisau-Initiative                                                 |
| 2006 | Bronislaw Geremek      | Kinderhilfe Afghanistan                                            |
| 2005 | Ruth Pfau              | Junges Klangforum Mitte Europa                                     |
| 2004 | Gesine Schwan          | Maximilian-Kolbe-Werk                                              |
| 2003 | Rupert Neudeck         | Heim-statt Tschernobyl e. V.                                       |